# A・J・グリーン (バスケットボール)
オースティン・ジャン・グリーン（Austin Jahn Green, 1999年9月27日 - ）は、アメリカ合衆国・アイオワ州シーダーフォールズ出身のプロバスケットボール選手。NBAのミルウォーキー・バックスに所属している。ポジションはシューティングガード。

## 経歴

### カレッジ
大学はノーザン・アイオワ大学に進学し、1年目となるシーズンに平均15得点を記録した。この活躍もあり、グリーンはMVC新人王を受賞し、オールMVCサードチームにも選出された。なお、ノーザン・アイオワ大学の選手がこれらに選出されたのは、2012年のセス・タトル以来約7年ぶりであった。
2020年1月4日に行われたブラッドリー大学との対戦でキャリアハイとなる35得点を記録し、チームは69-64で辛勝した。このシーズン、グリーンは平均19.7得点、3.0アシストを記録し、MVC最優秀選手賞を受賞した。シーズン終了後、グリーンは2020年のNBAドラフトにアーリーエントリーすることを表明したが、7月30日に再びノーザン・アイオワ大学でプレーすることを決意し、エントリーを取り下げた。
11月13日に股関節の手術のために、残りの3年目のシーズンを全休することを余儀なくされた。このシーズン、グリーンは3試合に出場し、平均22.3得点、5.7リバウンド、2.7アシストを記録した。
4年目のシーズンに復帰して平均18.8得点、3.7リバウンド、2.5アシストを記録し、自身2度目となるMVC最優秀選手賞を受賞した。2022年4月20日に2022年のNBAドラフトにエントリーすることを表明し、6月1日に残りの大学の資格を放棄した。

### ミルウォーキー・バックス
NBAドラフトではどのチームからも指名されず、後にミルウォーキー・バックスとのツーウェイ契約に合意した。
2023年7月7日にバックスとの本契約に合意した。2024年2月9日のミネソタ・ティンバーウルブズ戦でキャリアハイとなる27得点を記録したが、チームは109-125で敗れた。

## 個人成績

### NBA

#### レギュラーシーズン
| シーズン | チーム | GP  | GS | MPG  | FG%  | 3P%  | FT%   | RPG | APG | SPG | BPG | PPG |
| -------- | ------ | --- | -- | ---- | ---- | ---- | ----- | --- | --- | --- | --- | --- |
| 2022–23  | MIL    | 35  | 1  | 9.9  | .424 | .419 | 1.000 | 1.3 | .6  | .2  | .0  | 4.4 |
| 2023–24  | MIL    | 56  | 0  | 11.0 | .423 | .408 | .895  | 1.1 | .5  | .2  | .1  | 4.5 |
| 2024–25  | MIL    | 73  | 7  | 22.7 | .429 | .427 | .815  | 2.4 | 1.5 | .5  | .1  | 7.4 |
| 通算     | 通算   | 164 | 8  | 16.0 | .427 | .421 | .860  | 1.7 | 1.0 | .3  | .1  | 5.8 |

#### プレーオフ
| シーズン | チーム | GP | GS | MPG  | FG%  | 3P%  | FT%   | RPG | APG | SPG | BPG | PPG  |
| -------- | ------ | -- | -- | ---- | ---- | ---- | ----- | --- | --- | --- | --- | ---- |
| 2024     | MIL    | 6  | 0  | 11.2 | .375 | .182 | 1.000 | 1.5 | .3  | .0  | .0  | 2.8  |
| 2025     | MIL    | 4  | 1  | 27.0 | .462 | .514 | .500  | 2.8 | 2.0 | .0  | .2  | 11.0 |
| 通算     | 通算   | 10 | 1  | 18.4 | .436 | .435 | .800  | 2.1 | 1.1 | .0  | .1  | 6.5  |

### カレッジ
| シーズン | チーム             | GP | GS | MPG  | FG%  | 3P%  | FT%  | RPG | APG | SPG | BPG | PPG  |
| -------- | ------------------ | -- | -- | ---- | ---- | ---- | ---- | --- | --- | --- | --- | ---- |
| 2018–19  | ノーザン・アイオワ | 34 | 34 | 29.9 | .410 | .348 | .864 | 3.0 | 2.3 | .6  | .1  | 15.0 |
| 2019–20  | ノーザン・アイオワ | 31 | 31 | 34.8 | .416 | .391 | .917 | 3.0 | 3.0 | .7  | .0  | 19.7 |
| 2020–21  | ノーザン・アイオワ | 3  | 3  | 36.3 | .464 | .407 | .667 | 5.7 | 2.7 | 1.3 | .7  | 22.3 |
| 2021–22  | ノーザン・アイオワ | 31 | 31 | 36.4 | .410 | .388 | .915 | 3.7 | 2.5 | .8  | .0  | 18.8 |
| 通算     | 通算               | 99 | 99 | 33.7 | .414 | .378 | .900 | 3.3 | 2.6 | .7  | .1  | 17.9 |